# Австралія на зимових Олімпійських іграх 1952
Австралія брала участь у Зимових Олімпійських іграх 1952 року в Осло (Норвегія) вдруге за свою історію, пропустивши Зимові Олімпійські ігри 1948 року, але не завоювала жодної медалі. Збірну країни представляли 7 чоловіків та 2 жінки, що брали участь у змаганнях з гірськолижного спорту, ковзанярського спорту, лижних гонок та фігурного катання.